# Terapie de șoc (film)
Terapie de șoc (titlu original: Crash) este un film canadiano-britanic de dramă psihologică din 1996 scris, produs și regizat de David Cronenberg. Este bazat pe romanul omonim al lui J. G. Ballard din 1973. Rolurile principale au fost interpretate de actorii James Spader, Deborah Kara Unger, Elias Koteas, Holly Hunter și Rosanna Arquette.

## Prezentare
Urmărește un producător de film care, după ce a supraviețuit unui accident de mașină, se implică cu un grup de simforofili care sunt excitați sexual de accidente de mașină și încearcă să-și reaprindă astfel relația sexuală cu soția sa.

## Distribuție
- James Spader - James Ballard
- Holly Hunter - Dr. Helen Remington
- Elias Koteas - Dr. Robert Vaughan
- Deborah Kara Unger - Catherine Ballard
- Rosanna Arquette - Gabrielle
- Peter MacNeill - Colin Seagrave
- Judah Katz - vânzător
- Nicky Guadagni - tatuator
- Boyd Banks - Grip
- David Cronenberg (voce) - vânzător de autovehicule